# Phloeomys
Phloeomys (Waterhouse, 1839) è un genere di Roditori della famiglia dei Muridi.

## Descrizione

### Dimensioni
Al genere Phloeomys appartengono roditori di grandi dimensioni, con lunghezza della testa e del corpo tra 280 e 485 mm, la lunghezza della coda tra 200 e 350 mm e un peso fino a 2,6 kg.. Phloeomys pallidus è il più grosso Muride vivente.

### Caratteristiche craniche e dentarie
Il cranio presenta un rostro corto ed ampio, le creste sopra-orbitali e post-orbitali ben sviluppate e le bolle timpaniche notevolmente ridotte. Il palato è largo e presenta due fori relativamente corti. I molari presentano le cuspidi modificate in lamine trasversali.
Sono caratterizzati dalla seguente formula dentaria:

### Aspetto
La pelliccia è folta e soffice, più ruvida in Phloeomys cumingi. Gli occhi e le orecchie sono relativamente piccoli. I piedi sono corti e larghi, adattati alla vita arboricola. Il terzo dito delle zampe anteriori è uguale al quarto e leggermente più lungo del secondo e del quinto, il quinto dito del piede è lungo quanto i tre centrali. L'alluce è allungato e tutte le dita sono munite di artigli robusti. La coda è più corta della testa e del corpo ed è uniformemente ricoperta di lunghi peli rigidi. Le femmine hanno un paio di mammelle pettorali ed un paio inguinali.

## Distribuzione
Sono roditori arboricoli diffusi nelle Filippine.

## Tassonomia
Il genere comprende 2 specie.
- Phloeomys cumingi
- Phloeomys pallidus